# Christina Brodersonia
Anna Christina Samuelsdotter Brodersonia född 1688 i Stenbrohult, död i juni 1733, var mor till Carl von Linné.

## Biografi
Christina Brodersonias föräldrar var kyrkoherde Samuel Broderzonius och Maria Jörgensdotter Brodersonius (född Schee). Hon var äldst av fyra barn (två flickor och två pojkar).
När hon var 15 år dog hennes mor och mormor. Samma år kom också den 29 år gamla präststudenten Nils Ingemarsson till Stenbrohult för att hjälpa hennes far med församlingen. Två år senare, när Christina var 17 år, gifte sig Christina och Nils i mars 1706 och flyttade in i Råshult Södergård.
Christina Brodersonia blev gravid samma år och önskade sig en flicka, men när barnet föddes i maj 1707 och det var en pojke, blev hon besviken. Pojken fick namnet Carl.
När Christinas far dog 1709 ärvde hennes man Nils församlingen och familjen flyttade in i hennes barndomshem i Stenbrohult. Där födde Christina ytterligare fyra barn, Anna, Sofia, Samuel, och Emerentia. Det sista barnet föddes 1723.
Christinas yngsta son Samuel beskrev sin mor som kvick och arbetsam, och att hon la stor vikt vid familjetraditioner. Därför var det viktigt för henne att äldste sonen Carl skulle bli präst likt sin far och morfar, och hon opponerade sig när han efter ett år i Lund bestämde sig för att fara till Uppsala för att studera medicin. Hon förbjöd till och med sin yngsta son att vistas i familjens trädgård efter det. Det blev Samuel som blev präst och tog över församlingen efter sin far.
Christina Brodersonia dog 44 år gammal. Hennes äldste son Carl döpte två av sina döttrar efter sin mor, Elisabet Christina von Linné och Sara Christina von Linné. Hon blev, via sin son Samuel, farmors farmor till Otto Nordstedt.